# Desoxyzucker
| Desoxyzucker und „normaler“ Zucker im Vergleich |
| Der Desoxyzucker Fucose [in der Fischer-Projektion (offene Darstellung)] enthält in der 6-Stellung eine Hydroxygruppe weniger als der „normale“ Zucker Galactose (unten). |
| Zum Vergleich ein „normaler“ Zucker, hier Galactose, in der Fischer-Projektion (offene Darstellung)                                                                       |

Desoxyzucker sind Monosaccharide, bei denen eine oder seltener auch mehrere Hydroxygruppen durch Wasserstoffatome ersetzt wurden. Die meisten natürlich vorkommenden Desoxyzucker zählen zu den Desoxyaldosen. Desoxyzucker kommen meist nicht frei, sondern glycosidisch gebunden vor.
In den Monosacchariden fehlt dabei entweder eine primäre oder eine sekundäre Hydroxygruppe, es resultieren so Desoxyzucker mit einer endständigen Methylgruppe bzw. mit einer mittelständigen Methylengruppe.

## Beispiele

### Methylosen
Der häufigste 6-Desoxyzucker – auch Methylosen oder Methylpentosen genannt – ist die L-Rhamnose (6-Desoxy-L-mannose). In den Blutgruppensubstanzen findet sich L-Fucose (6-Desoxy-L-galactose). Die analoge Ketohexose der Fucose ist die Fuculose. In der Natur findet man auch Methylether von Methylosen, z. B. die in Arzneistoffen enthaltene D-Digitalose (6-Desoxy-3-O-methyl-D-galactose).

### Nukleinsäure
Die Desoxyribose ist ein Bestandteil der Desoxyribonukleinsäure (DNA) und hat am C2-Atom keine Hydroxygruppe, sondern zwei H-Atome. In der RNA, der transkriptierten DNA, liegt die Ribose jedoch nicht in der Desoxy-Form vor und trägt am C2-Atom somit eine HO-Gruppe.